# 国際柔術連盟
国際柔術連盟（こくさいじゅうじゅつれんめい、Ju-Jitsu International Federation <JJIF> ）は、柔術の国際競技連盟である。旧英称 International Ju-Jitsu Federation (IJJF)  。国際オリンピック委員会公認国際競技連盟連合、国際ワールドゲームズ協会の加盟団体。

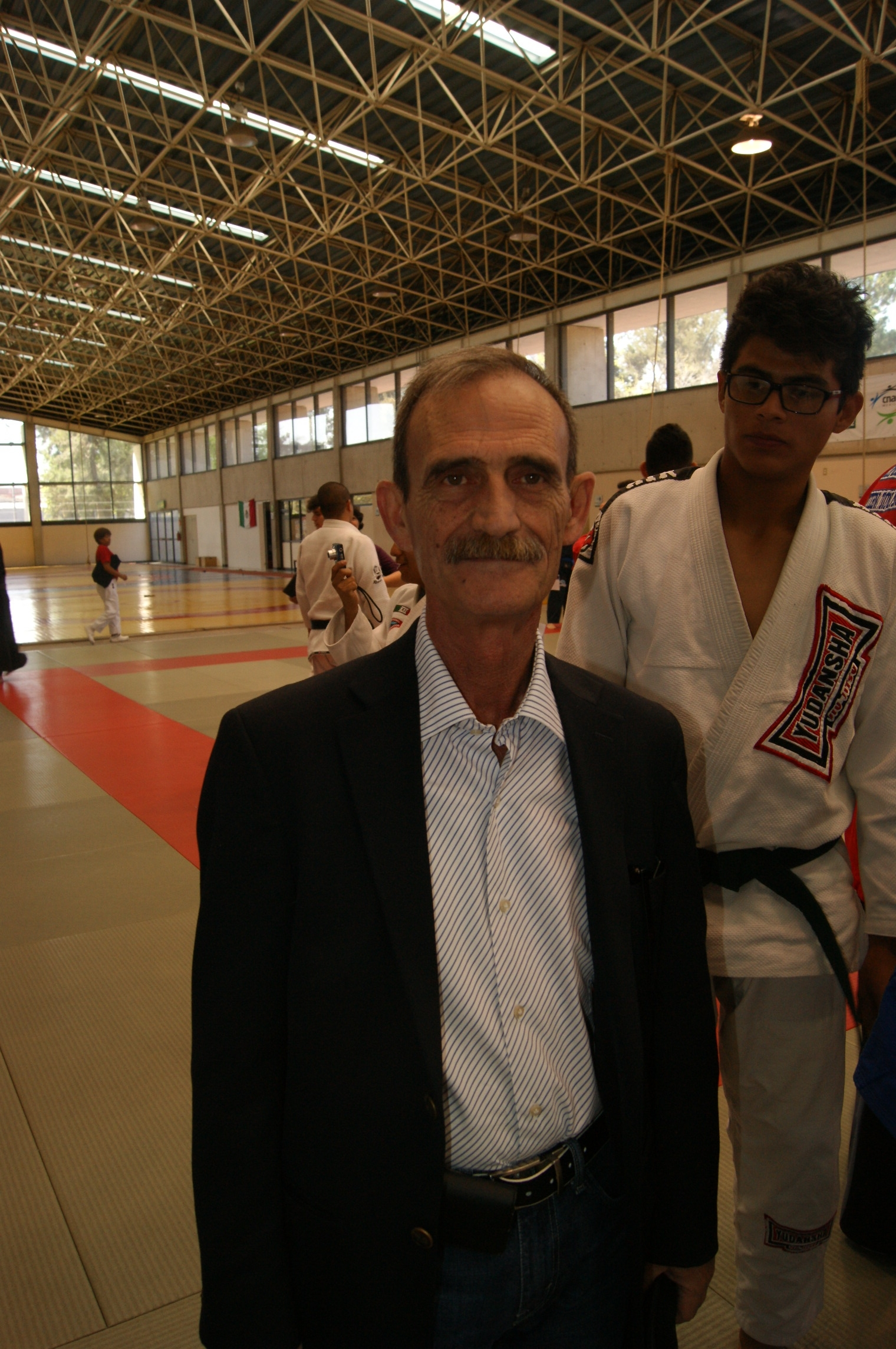
2014年までに国際柔術連盟会長に就任したパナギオティス・テオドロプロス（ギリシャ）

## 柔術競技の主な種別
ファイティングシステム
寸止め着衣総合格闘技
デュオ・システム
二人一組での演武競技
寝技柔術
別名ブラジリアン柔術

## 歴史
1977年、ドイツ・イタリア・スウェーデンの国際的な協力により、ヨーロッパ柔術連盟 (EJJF) が発足した。
1987年、加盟国の数が増加し、国際柔術連盟(International Ju-Jitsu Federation IJJF) が創設された。
1988年、定款の変更などを行い、英名を Ju-Jitsu International Federation (JJIF) に変更、統一ルールが作成される。
1993年、JJIFはIOC公認団体GAISF（一時スポーツアコードを名乗る）に加盟が認められる。
1994年、JJIFは国際ワールドゲームズ協会に加盟。
1997年、ワールドゲームズラハティ大会に正式競技として参加。
日本国内においては、1997年4月に全日本柔術競技連盟 (AJJSF) が発足し、日本のJJIF国内競技連盟 (JJNOs) に。（のちに2017年5月までにブラジリアン柔術の全日本柔術連盟 (JJFJ) が日本のJJIF国内競技連盟に替わる。）
2010年、寝技柔術の種別を作る。
2013年、ワールドゲームズカリ大会で寝技柔術を実施。男子1階級。女子1階級。
2014年、寝技柔術を男子6階級、女子4階級に。
2018年、寝技柔術のみがアジア競技大会ジャカルタで正式競技に。男子6階級、女子2階級。
2019年までに男女ともにファイティングシステムと寝技柔術を7階級に。

## 加盟国内競技連盟
2010年には加盟国は70カ国以上となり、2019年現在、100カ国となる。暫定加盟を含めると2016年に123カ国となっている。
- フランス柔道柔術剣道及び関連武道連盟 (FFJDA) [7]
- 全日本柔術連盟 (JJFJ)
- 全日本柔術競技連盟 (AJJSF) - 2017年5月までに退会[2]
- アラブ首長国連邦柔術連盟 (UAEJJF)

2019年現在、会長はJJIF筆頭副会長のM・アル・ハサミで本部はJJIFと同じ場所にある。
プロブラジリアン柔術のAJPワールドツアーを主催しているAJP (Abu Dhabi Jiu Jitsu Pro) が2019年にここから分離独立した。しかしながら2020年1月11日現在、サイト上に記載している私書箱番号は同一である。
他
JJIFでは国内競技連盟 (National Federations,NF) のことをJJNOs (THE JJIF NATIONAL ORGANIZATIONS) と呼んでいる。
フランス、デンマーク、モナコ、オランダ、スイス、エチオピア、マリ共和国などは国際柔道連盟と国内競技連盟が同一団体で二重加盟している。（2019年10月現在）

## 上部加盟団体
- 国際競技連盟連合 (GAISF)
- 国際ワールドゲームズ協会 (IWGA)
- 独立スポーツ組織同盟 (Alliance of Independent Recognised Members of Sport, AIMS)

2020年1月現在、副会長はJJIF会長のパナギオティス・テオドロプロス。2020年1月に国際オリンピック委員会の公認団体となる。